# Trhová Kamenice
Trhová Kamenice là một chợ huyện thuộc huyện Chrudim, vùng Pardubický, Cộng hòa Séc.